# Claudia Berg

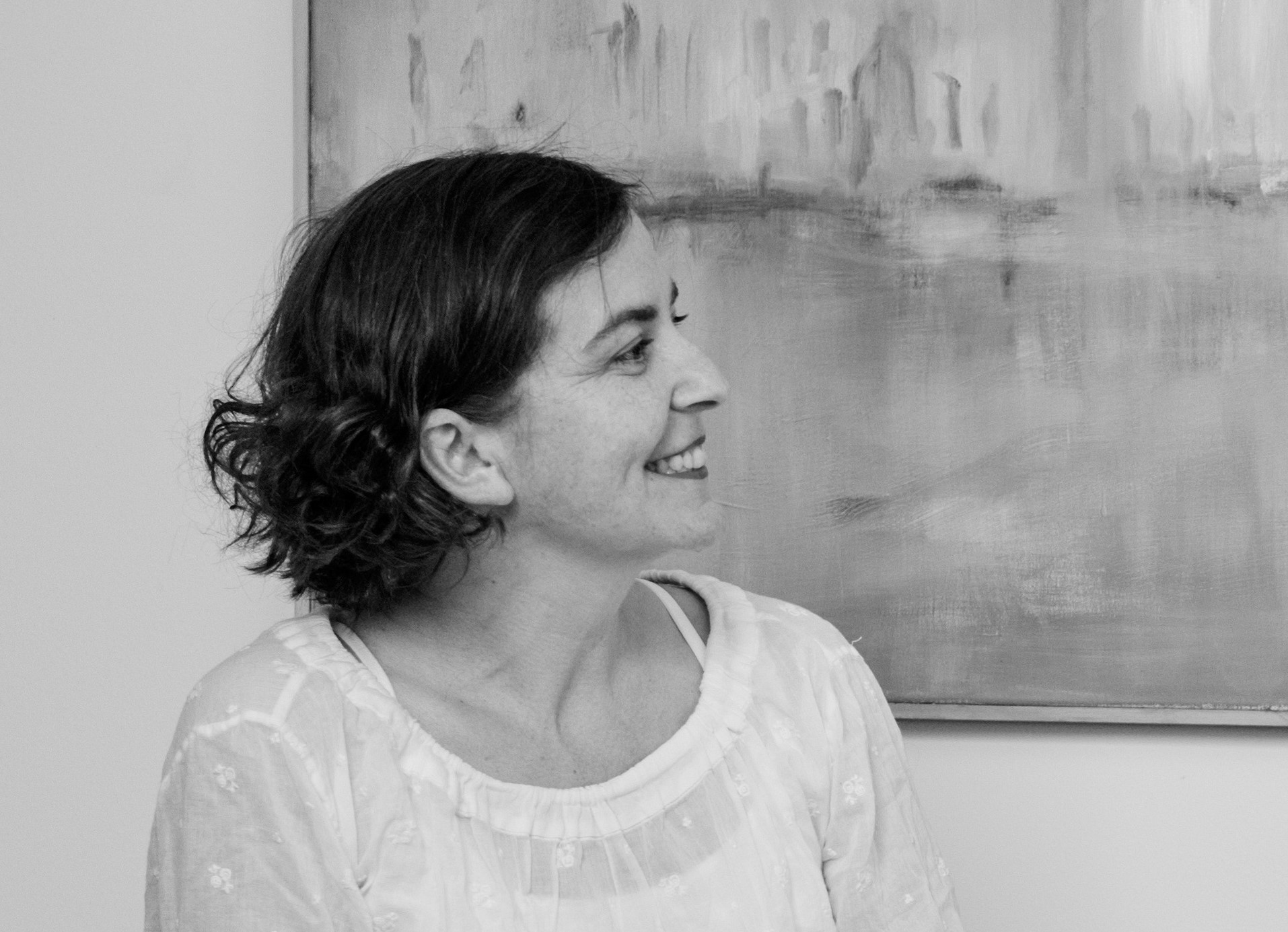
Claudia Berg (2023)

Claudia Berg (* 1976 in Halle (Saale)) ist eine deutsche Grafikerin und Malerin.

## Leben und Wirken
Claudia Berg studierte von 1995 bis 2002 im Fachbereich Grafik/Malerei bei Frank Ruddigkeit und Thomas Rug an der Hochschule für Kunst und Design Burg Giebichenstein in Halle (Saale). Sie schloss dort 2002 ihr Diplomstudium bei Thomas Rug und  Helmut Brade ab. Daran knüpfte sie bis 2004 ein Aufbaustudium an. Von 1996 bis 1997 studierte Berg an der Universitat Politècnica de Valencia (Facultat de Belles Arts de Sant Carles) in Spanien sowie in den Jahren 1999 und 2001 an der Tianjin Academy of Fine Arts in China. 
Von 1999 bis 2001 war Claudia Berg zunächst als Assistentin im Grundlagenstudium (Bereich Aktzeichnen) bei Rainer Schade an der Kunsthochschule Burg Giebichenstein in Halle (Saale) tätig. Seit 2013 hat sie einen Lehrauftrag an der Hochschule in Darmstadt.
Die Künstlerin arbeitete jahrzehntelang mit Heiner Bunte zusammen, der bis zu seinem Tod im Jahr 2023 eine Kupferdruckerei und Radierwerkstatt im thüringischen Wurzbach betrieb.
Claudia Berg lebt in Halle (Saale) und ist Mutter zweier Söhne.

## Preise und Stipendien
(Quelle: )
- 1996: Erasmusstipendiat für Spanien
- 1999: Jahresstipendiat des DAAD für die VR China
- 2001: Mitteldeutscher Kunst- und Designpreis, 1. Preis in der Kategorie Studierende
- 2002: Stipendium der Wilhelm und Lotte Neufeld Stiftung (Offenbach); Graduiertenstipendium des Landes Sachsen-Anhalt
- 2003: Lucas-Cranach-Preis (Kronach), 2. Preis; Graduiertenstipendium des Landes Sachsen-Anhalt für ein Aufbaustudium an der Burg Giebichenstein in Halle (Saale)
- 2004: Arbeitsstipendium des Landes Sachsen-Anhalt für einen Aufenthalt im Künstlerhaus Schloss Wiepersdorf
- 2007: Förderpreis der Hans-Meid-Stiftung für Buchillustration
- 2009: Otto-Ditscher-Preis für Buchillustration, Kunstpreis des Landes Rheinland-Pfalz; Stipendiatin der Kunststiftung des Landes Sachsen-Anhalt für Vietnam
- 2011: Imke Folkerts Kunstpreis (Ostfriesland)
- 2012: Stipendiatin der Kunststiftung des Landes Sachsen-Anhalt
- 2014: Buchkünstlerischer Wettbewerb des Lessing-Museums (Kamenz), 1. Preis
- 2021: Stipendiatin der Kunststiftung des Landes Sachsen-Anhalt in Zusammenarbeit mit der Herzog August Bibliothek Wolfenbüttel
- 2022: Hans-Meid-Preis[5]

„Es sind [...] sparsame »Worte«, mit denen die Werke von Claudia Berg auskommen. Aber sie sind sorgsam gewählt, genau platziert, und sie formieren sich zu tiefgründigen Bildern künstlerischer Wirklichkeitsaneignung. Ihre Arbeiten verfangen sich nicht im Abbild, sondern lassen eine eigene Welt von Formen und Zeichen entstehen. Ihre Suche nach dem, was Welt und Wirklichkeit im Innersten zusammen hält, verleiht Claudia Bergs Arbeiten eine Ästhetik ganz eigener Art. Eine Ästhetik, die ihre Spannung aus der Reduktion bezieht und das Erhabene anklingen lässt, ohne davon überwältigt zu werden. Denn die Künstlerin beharrt auf der kritischen, auf der reflexiven Durchdringung ihrer Werke, auf dem Blick dahinter, der sozusagen »unter die Haut« geht.“

## Ausstellungen und Beteiligungen
Seit 1994 wurden Claudia Bergs Werke in  Personal- und Gruppenausstellungen im In- und Ausland gezeigt.
Besonderer Höhepunkt in der Karriere der Künstlerin war die Möglichkeit, vom 25. September bis zum 28. Dezember des Jahres 2024 unter dem Titel Hier blüht dauernder Lenz, hier strahlt fast zeitloser Sommer  (nach einer Äußerung von Publius Vergilius Maro über die Clitumnusquellen) in der Berlin-Brandenburgischen Akademie der Wissenschaften auszustellen. Am vielseitigen Begleitprogramm der Soloschau beteiligten sich unter anderem Christian Lehnert, Christoph Markschies, Gregor H. Lersch, Ulrike Ehmig und die Casa di Goethe.

## Werke in Museen und öffentlichen Sammlungen
(Quelle: )
- Museum Albertina, Wien (Bibliothek)
- Casa di Goethe, Rom
- Bibliotheque nationale de France, Paris
- Rijksmuseum Amsterdam (Bibliothek)
- Tate Library, London
- British Library, London
- Germanisches Nationalmuseum, Nürnberg
- Deutsches Literaturarchiv Marbach
- Klingspor-Museum, Offenbach a. M.
- Herzogin-Anna-Amalia-Bibliothek, Weimar
- Deutsche Bibliothek, Frankfurt a. M.
- Deutsche Nationalbibliothek, Leipzig
- Herzog August Bibliothek, Wolfenbüttel
- Anhaltische Landesbücherei Dessau
- Niedersächsische Landesbibliothek, Hannover
- Staatliche Museen zu Berlin, Kunstbibliothek Berlin
- Staatsbibliothek zu Berlin Preußischer Kulturbesitz
- Bayerische Staatsbibliothek, München
- Stiftung Historische Museen Hamburg
- Potsdam Museum, Potsdam
- Sächsische Landesbibliothek, Dresden
- Kleist Archiv Sembdner, Heilbronn
- Hessische Universitäts- und Landesbibliothek, Darmstadt
- Heinrich-Heine-Institut, Düsseldorf
- Hölderlin-Archiv Württembergische Landesbibliothek, Stuttgart
- Lessing-Museum, Kamenz
- Literaturmuseum "Theodor Storm", Heiligenstadt
- Lindenau-Museum, Altenburg
- Stadtarchiv Halle, Halle (Saale)
- Universitätsbibliothek- und Landesbibliothek Sachsen-Anhalt, Halle (Saale)
- Universitätsbibliothek Johann Christian Senckenberg, Frankfurt a. M.
- Staats- und Universitätsbibliothek Hamburg
- Kurt-Tucholsky-Literaturmuseum, Rheinsberg
- Kunstmuseum Singen
- Brandenburgisches Landesmuseum für moderne Kunst, Cottbus (Bibliothek)